# レイブン級掃海艇
| レイブン級掃海艇 | レイブン級掃海艇                                                | レイブン級掃海艇                                                |
| ---------------- | --------------------------------------------------------------- | --------------------------------------------------------------- |
|                  |                                                                 |                                                                 |
| 艦級概観         |                                                                 |                                                                 |
| 艦種             | 掃海艇                                                          | 掃海艇                                                          |
| 艦名             | 鳥類                                                            | 鳥類                                                            |
| 運用者           | アメリカ海軍                                                    | アメリカ海軍                                                    |
| 建造期間         | 1939年                                                          | 1939年                                                          |
| 前級             | ラップウィング級掃海艇                                          | ラップウィング級掃海艇                                          |
| 次級             | オーク級掃海艇                                                  | オーク級掃海艇                                                  |
| 計画             | 2隻                                                             | 2隻                                                             |
| 建造             | 2隻                                                             | 2隻                                                             |
| 中止             | 0隻                                                             | 0隻                                                             |
| 排水量           | 810トン                                                         | 810トン                                                         |
| 全長             | 220 ft 6 in (67.21 m)                                           | 220 ft 6 in (67.21 m)                                           |
| 全幅             | 32 ft 2 in (9.80 m)                                             | 32 ft 2 in (9.80 m)                                             |
| 吃水             | 9 ft 4 in (2.84 m)                                              | 9 ft 4 in (2.84 m)                                              |
| 機関             | フェアバンクス・モース38RD8ディーゼル機関2機                    | フェアバンクス・モース38RD8ディーゼル機関2機                    |
| 速力             | 18kn                                                            | 18kn                                                            |
| 乗員             | 105名                                                           | 105名                                                           |
| 兵装             | 3インチ50口径単装砲1門 ボフォース 40mm機関砲2門 爆雷投下軌条2条 | 3インチ50口径単装砲1門 ボフォース 40mm機関砲2門 爆雷投下軌条2条 |

レイブン級掃海艇 Raven-class minesweeper）は、アメリカ海軍の掃海艇の艦級。アメリカ海軍が第二次世界大戦を見越して20年ぶりに建造した2代目の航洋型の掃海艇である。
アメリカ海軍は第一次世界大戦末期に最初の航洋型掃海艇となるラップウィング級掃海艇を51隻建造した。以後、掃海艇の新規追加がないまま経過していた。この間、1935年にドイツはヴェルサイユ条約の破棄を表明したドイツ再軍備宣言を発し、海軍の再建に着手した。また1936年にロンドン海軍軍縮条約が失効し、日本海軍との建艦競争が再開した。ヨーロッパにおける大陸上陸戦、太平洋における島嶼争奪戦において、敵機雷堰を啓開して上陸部隊を送る掃海作業の必要性が増してきた。一方で、ラップウィング級掃海艇は20年の空白期間に4隻を事故で喪失しただけではなく、アメリカ沿岸警備隊に譲渡されたり、海軍籍に留まっても小型水上機母艦 (AVP)や潜水艦救難艦 (ASR)に改造されたりする艇が続出し、現役掃海艇は31隻に縮小していた。
アメリカ海軍はレイブン級掃海艇2隻およびオーク級9隻の新造と同時に、民間水産企業が保有するトロール船を武装した特設掃海艇16隻の改造に着手した。本稿では新規建造第一陣となったレイブン級について述べる。
民間造船所で建造したラップウィング級と違い、レイブン級2隻は海軍工廠の一つであるノーフォーク海軍造船所で建造した。喫水は10フィートを超える前級よりも浅い9フィート4インチ(2.84 m)に抑えた。フェアバンクス・モース38RD8ディーゼル機関2機を主機とし、前級より4ノットの速力向上と400馬力の出力向上を果たした。兵装は当初3インチ50口径単装砲2門、12.7mm機銃4挺だったが、後部の3インチ単装砲をボフォース 40mm機関砲2門、12.7mm機銃をエリコン 20mm機関砲に換装している。
両艇は欧州戦線に投入され、北アフリカ戦線の奪還を目指すトーチ作戦や大陸上陸を果たすノルマンディー上陸作戦にも投入された。2番艇オスプレイはノルマンディー上陸作戦中に戦没したが、1番艇レイブンは生き残り、1946年に退役した。

## 同型艇
- レイブン (USS Raven, AM-55→MSF-55)

由来の鳥はカラス科の大型種（先代AM-49は建造中止）。1940年11月11日就役、1946年5月31日退役。1967年標的処分。
- オスプレイ (USS Osprey, AM-56)

由来の鳥はミサゴ科（先代AM-29は1922にアメリカ沿岸警備隊へ譲渡)。1940年12月16日就役、1944年6月5日、英仏海峡で触雷戦没。